# Casse-pipe à la Nation
Casse-pipe à la Nation est un roman policier français de Léo Malet, paru en 1957 aux Éditions Robert Laffont. C'est le douzième des Nouveaux Mystères de Paris, série ayant pour héros Nestor Burma.

## Résumé
En ce début de mois de mai pluvieux, Nestor Burma se rend à la gare de Lyon pour y accueillir sa secrétaire Hélène de retour de Cannes. Or, la jeune femme n’est pas dans le train. 
Pour faire la nique à ce contretemps, Burma se dirige du côté de la Foire du Trône.  Au moment de se mettre en route, il remarque une jolie demoiselle et la suit sur le Super Grand-Huit. Lui-même pris en filature, il est attaqué par un inconnu qui l’empoigne soudainement, tente de le faire passer par-dessus bord, mais à la suite d'un faux mouvement fait lui-même une chute mortelle. 
Grâce à l’inspecteur Faroux, Burma apprend qu’un accident s’est déjà produit au même endroit il y a un an. Le policier lui révèle aussi l’identité de son agresseur, un certain Lancelin, soupçonné d’avoir participé à un vol de lingots d’or l’année précédente. Ces coïncidences, trop nombreuses au goût de Burma, le poussent à élucider ce mystère. Il retrouve d’abord la fille qu’il suivait. Elle se nomme Simone Blanchet et Burma comprend peu à peu qu’elle se trouve mêlée à la disparition du butin de 150 kilos d’or. Cette affaire d’apparence banale prend ainsi des allures bien trop singulières pour être ignorées.

## Aspects particuliers de l'ouvrage
Le roman se déroule dans le 12e arrondissement de Paris.

## Éditions
- Éditions Robert Laffont, 1957
- Le Livre de poche no 3913, 1974
- Fleuve noir, Les Nouveaux mystères de Paris no 12, 1983
- Éditions Robert Laffont, collection Bouquins, 1986 ; réédition en 2006
- 10-18, Grands détectives no 1838, 1987
- Presses de la Cité, 1989

## Adaptations

### À la télévision
- 1992 : Casse-pipe à la Nation, épisode 2, saison 2, de la série télévisée française Nestor Burma réalisé par Claude Grinberg, avec Guy Marchand dans le rôle-titre.

### En bande dessinée
- Casse-pipe à la Nation de Léo Malet, adapté par le dessinateur Jacques Tardi, Paris, Casterman, 1996.  (ISBN 2-203-39903-1)

### À la radio
- Casse-pipe à la Nation, adaptation de Germaine Beaumont et Pierre Billard, La Chaîne parisienne, 28 janvier 1958. Rediffusion sur France Culture. Écouter en ligne.

## Sources
- Francis Lacassin, Sous le masque de Léo Malet, Nestor Burma, Encrage, 1991 (ISBN 2-906389-32-3), p. 74-76
- Jean Tulard, Dictionnaire du roman policier : 1841-2005. Auteurs, personnages, œuvres, thèmes, collections, éditeurs, Paris, Fayard, 2005, 768 p. (ISBN 978-2-915793-51-2, OCLC 62533410), p. 127.